# Fredrik Lööf
Fredrik Lööf (ur. 13 grudnia 1969 w Kristinehamn) – szwedzki żeglarz sportowy, złoty oraz dwukrotnie brązowy medalista olimpijski, pięciokrotny mistrz świata.
Sześciokrotnie startował w igrzyskach olimpijskich. Brązowy medalista igrzysk olimpijskich w 2008 roku w Pekinie (wspólnie z Andersem Ekströmem) w klasie Star i osiem lat wcześniej, w 2000 roku w Sydney w klasie Finn. W 2012 z Maxem Salminenem zdobyli złoty medal igrzysk w Londynie w klasie star
Pięciokrotny mistrz świata. Trzykrotnie zdobywał złoto w klasie Finn (1994, 1997, 1999), trzykrotnie srebro (1993, 1995, 1998) i brązowy medal w 1996 roku. W klasie Star (startuje w niej od 2001 roku) dwukrotnie zdobył złoty medal mistrzostw świata (w 2001 z Christianem Finnsgårdem, w 2004 z Ekströmem) i raz srebrny w 2003 roku(także z Ekströmem).